# Shipyard
Shipyard, è una città del Belize, appartenente al distretto di Orange Walk. È localizzato a circa 70 km dalla capitale Belmopan. 
Il comune, di origine germanica, parla prevalentemente il Plautdietsch.